# 彰化縣員林市靜修國民小學
彰化縣員林市靜修國民小學，位於彰化縣員林市境內的一所國民小學，因其擁有獨特的生態廊道而在當地頗具名氣。曾在2016年獲得教育貢獻獎。。

## 校史
靜修國小前身為員林鎮第一國校南平分校，設立於1951年10月，其名稱來自當地的古地名「南平」。1953年8月獨立為彰化縣員林鎮靜修國民學校，1968年8月改制為靜修國民小學。1986年9月設置啟聰班，1994年8月附設幼稚園，1996年8月附設補校。

## 歷任校長
- 第一任：張傳亨（1953年8月～1962年9月）
- 第二任：施宗綿（1962年9月～1964年10月）
- 第三任：徐鍾華（1965年8月～1978年8月）
- 第四任：楊家發（1978年9月～1984年8月）
- 第五任：劉敘九（1984年8月～1986年8月）
- 第六任：朱西湖（1986年9月～1992年10月）
- 第七任：許東發（1993年2月～2005年2月）
- 第八任：張信堯（2005年2月～2012年1月）
- 第九任：黃榮森（2012年2月～2019年2月）
- 第十任：李遠筕（2019年2月～2022年7月）
- 第十一任：吳耀騰（2022年8月～現任）

## 知名校友
- 黃榮村：現任考試院院長，前中華民國教育部部長。[6]